# Landázuri
Landázuri – miasto w Kolumbii, w departamencie Santander.